# Badshah Begum
Badshah Begum (1703-antes de septiembre de 1789) fue emperatriz del Imperio mogol como primera esposa del emperador Muhammad Shah. Fue a gracias a sus esfuerzos que su hijastro, Ahmad Shah Bahadur, ascendió al trono del Imperio mogol.

## Biografía
Badshah Begum nació en el año 1703, en el seno de la familia imperial mogol. Fue hija del emperador Farrukhsiyar y su primera esposa, Gauhar-un-Nissa Begum. Al ser una princesa mogola, Badshah Begum, recibió una educación muy esmerada en jurisprudencia y diplomacia.
Ella se casó con su primo, Muhammad Shah, en 1721 y se le otorgó el título de "Malika-uz-Zamani" ("Emperatriz de las Edades") y, más tarde, le fue otorgado el título exaltado de "Padshah Begum". Ella solo tuvo un hijo, el príncipe Sharihyar Shah Bahadur, que falleció en la infancia. Después no pudo tener más hijos.
Ella también se interesó en los asuntos del estado y el gobierno y tuvo un papel muy activo en la política imperial. Al ser la primera dama del harén imperial, fue la mujer más influyente entre las esposas del emperador y él siempre tenía en cuenta sus opiniones.
Años más tarde, su marido desarrolló una gran pasión por una bailarina, Udham Bai, una mujer sin refinamiento a la que convirtió en su esposa. A pesar de esto, Badshah Begum, continuó siendo la favorita del emperador. Ese matrimonio dio como resultado un hijo, Ahmad Shah Bahadur. Ese hijo del emperador fue criado por Badshah Begum, que lo quiso mucho y cuidó como si fuera su propio hijo y que se esforzó mucho para hacerlo ascender al trono del Imperio mogol.
Badshah Begum fue una mujer muy respetada en la corte imperial y muy amada por el pueblo, incluso después de la muerte de su esposo. Falleció en 1789, en Delhi, y fue enterrada en Tis Hazari Bagh.